# فرودگاه الکو
فرودگاه الکو (به انگلیسی: Elko Airport) یک فرودگاه همگانی است که یک باند فرود چمن دارد و طول باند آن ۹۱۴ متر است. این فرودگاه در شهر الکو، بریتیش کلمبیا کشور کانادا قرار دارد و در ارتفاع ۸۶۹ متری از سطح دریا واقع شده‌است.